# Bryogramma sisera
Bryogramma sisera là một loài bướm đêm trong họ Noctuidae.